# Jocs Europeus en pista coberta de 1967
Els Jocs Europeus en pista coberta de 1967 (en txec: Evropské halové hry v atletice 1967) fou la segona edició del que posteriorment s'anomenaria Campionat d'Europa d'atletisme en pista coberta. La competició es dugué a terme a la ciutat de Praga (en aquells moments capital de Txecoslovàquia i actualment de Txèquia) els dies 11 i 12 de març de 1967.
La competició es dugué a terme al centre esportiu Sportovní hala.

## Participants
En aquesta edició participaren 244 de 23 nacions diferents:
- Àustria (1)
- Bèlgica (3)
- Bulgaria (7)
- Dinamarca (2)
- Espanya (6)
- Suècia (4)
- Finlàndia (3)
- França (5)
- Hongria (13)
- Irlanda (1)
- Itàlia (12)
- Iugoslàvia (18)
- Noruega (2)
- Països Baixos (4)
- Poland (15)
- Regne Unit (7)
- RDA (19)
- RFA (24)
- Romania (3)
- Suïssa (4)
- Turquia (3)
- Txecoslovàquia (46)
- Unió Soviètica (38)

## Resutats

### Categoria masculina
| Event                     | Or                                                                                   | Or     | Plata                                                                                | Plata  | Bronze                                                                        | Bronze |
| 50 metres llisos detalls  | Pasquale Giannattasio (ITA)                                                          | 5.7    | Aleksandr Lébedev (URS)                                                              | 5.8    | Viktor Kasatkin (URS)                                                         | 5.89   |
| 400 metres llisos detalls | Manfred Kinder (FRG)                                                                 | 48.4   | Hartmut Koch (GDR)                                                                   | 48.6   | Nikolay Shkarnikov (URS)                                                      | 50.4   |
| 800 metres llisos detalls | Noel Carroll (IRL)                                                                   | 1:49.6 | Tomáš Jungwirth (TCH)                                                                | 1:49.8 | Jan Kasal (TCH)                                                               | 1:50.0 |
| 1500 metres detalls       | John Whetton (GBR)                                                                   | 3:48.7 | Josef Odložil (TCH)                                                                  | 3:49.6 | Stanislav Hoffman (TCH)                                                       | 3:50.5 |
| 3000 metres detalls       | Werner Girke (FRG)                                                                   | 7:58.6 | Rashid Sharafetdinov (URS)                                                           | 7:59.0 | Lajos Mecser (HUN)                                                            | 8:00.6 |
| 50 metres tanques detalls | Eddy Ottoz (ITA)                                                                     | 6.4    | Valentin Chistyakov (URS)                                                            | 6.6    | Anatoly Mikhailov (URS)                                                       | 6.7    |
| relleus 4x300 m detalls   | Unió SovièticaNikolay Ivanov · Vasyl Anisimov · Aleksandr Bratchikov · Borys Savchuk | 2:18.0 | PolandEdward Romanowski · Jan Balachowski · Edmund Borowski · Tadeusz Jaworski       | 2:20.2 | TxecoslovàquiaJaromír Haisl · Josef Hegyes · František Ortman · Josef Trousil | 2:20.5 |
| relleus 1500 m detalls    | RFAGert Metz · Horst Haßlinger · Rolf Krüsmann · Manfred Hanika                      | 3:06.6 | Unió SovièticaBorys Savchuk · Vasyl Anisimov · Aleksandr Bratchikov · Valeriy Frolov | 3:06.9 | TxecoslovàquiaJiří Kynos · Ladislav Kříž · Pavel Hruška · Pavel Pěnkava       | 3:08.8 |
| relleus 3x1000 m detalls  | RFAKlaus Prenner · Wolf-Jochen Schulte-Hillen · Franz-Josef Kemper                   | 7:19.6 | TxecoslovàquiaPavel Hruška · Pavel Pěnkava · Petr Blaha                              | 7:20.0 | Unió SovièticaRamir Mitrofanov · Stanislav Simbirtsev · Mikhail Zhelobovskiy  | 7:20.6 |
| Salt d'alçada detalls     | Anatoliy Moroz (URS)                                                                 | 2.14   | Henry Elliot (FRA)                                                                   | 2.14   | Rudolf Baudiš (TCH)                                                           | 2.11   |
| Salt amb perxa detalls    | Igor Feld (URS)                                                                      | 5.00   | Hennadiy Bleznitsov (URS)                                                            | 4.90   | Wolfgang Nordwig (GDR)                                                        | 4.90   |
| Salt de llargada detalls  | Lynn Davies (GBR)                                                                    | 7.85   | Leonid Barkovskyy (URS)                                                              | 7.85   | Andrzej Stalmach (POL)                                                        | 7.74   |
| Triple salt detalls       | Petr Nemšovský (TCH)                                                                 | 16.57  | Henrik Kalocsai (HUN)                                                                | 16.45  | Aleksandr Zolotaryov (URS)                                                    | 16.40  |
| Llançament de pes detalls | Nikolay Karasyov (URS)                                                               | 19.26  | Eduard Gushchin (URS)                                                                | 18.95  | Władysław Komar (POL)                                                         | 18.85  |

### Categoria femenina
| Event                     | Or                                                                                         | Or     | Plata                                                                       | Plata  | Bronze                                                            | Bronze                        |
| 50 metres llisos detalls  | Margit Nemesházi (HUN)                                                                     | 6.3    | Karin Wallgren (SWE)                                                        | 6.4u   | Galina Bukharina (URS)                                            | 6.45                          |
| 400 metres llisos detalls | Karin Wallgren (SWE)                                                                       | 55.7   | Lia Louer (NED)                                                             | 56.7   | Ljiljana Petnjaric (YUG)                                          | 57.3                          |
| 800 metres llisos detalls | Karin Kessler (FRG)                                                                        | 2:08.2 | Maryvonne Dupureur (FRA)                                                    | 2:09.6 | Valentina Lukyanova (URS)                                         | 2:10.5                        |
| 50 metres tanques detalls | Karin Balzer (GDR)                                                                         | 6.9    | Vlasta Seifertová (TCH)                                                     | 7.0    | Inge Schell (FRG)                                                 | 7.1                           |
| relleus 4x150 m detalls   | Unió SovièticaValentyna Bolshova · Galina Bukharina · Tatyana Talysheva · Vera Popkova     | 1:12.4 | TxecoslovàquiaEva Putnová · Vlasta Seifertová · Eva Kucmanová · Eva Lehocká | 1:14.0 | RDARegina Höfer · Petra Zöllner · Renate Meißner · Brigitte Geyer | 1:14.1                        |
| relleus 1500 m detalls    | Unió SovièticaValentyna Bolshova · Vera Popkova · Tatyana Arnautova · Nadeshda Syeropegina | 3:35.6 | IugoslàviaMarijana Lubej · Ika Maričić · Ljiljana Petnjarić · Gizela Farkaš | 3:37.5 | Només finalitzaren dos equips                                     | Només finalitzaren dos equips |
| Salt d'alçada detalls     | Taisiya Chenchik (URS)                                                                     | 1.76   | Linda Knowles (GBR)                                                         | 1.73   | Jaroslava Králová (TCH)                                           | 1.70                          |
| Salt de llargada detalls  | Berit Berthelsen (NOR)                                                                     | 6.51   | Heide Rosendahl (FRG)                                                       | 6.41   | Viorica Viscopoleanu (ROM)                                        | 6.40                          |
| Llançament de pes detalls | Nadejda Txijova ⋅ accions (URS)                                                            | 17.44  | Ivanka Khristova (BUL)                                                      | 16.55  | Maria Chorbova (BUL)                                              | 16.23                         |

## Medaller
| Núm.  | País              | Or | Argent | Bronze | Total |
| ----- | ----------------- | -- | ------ | ------ | ----- |
| 1     | Unió Soviètica    | 8  | 7      | 7      | 22    |
| 2     | RFA               | 5  | 1      | 1      | 7     |
| 3     | Regne Unit        | 2  | 1      | 0      | 3     |
| 4     | Itàlia            | 2  | 0      | 0      | 2     |
| 5     | Txecoslovàquia    | 1  | 5      | 6      | 12    |
| 6     | Alemanya de l'Est | 1  | 1      | 2      | 4     |
| 7     | Hongria           | 1  | 1      | 1      | 3     |
| 8     | Suècia            | 1  | 1      | 0      | 2     |
| 9     | Irlanda           | 1  | 0      | 0      | 1     |
| 9     | Noruega           | 1  | 0      | 0      | 1     |
| 11    | França            | 0  | 2      | 0      | 2     |
| 12    | Polònia           | 0  | 1      | 2      | 3     |
| 13    | Bulgària          | 0  | 1      | 1      | 2     |
| 13    | Iugoslàvia        | 0  | 1      | 1      | 2     |
| 15    | Països Baixos     | 0  | 1      | 0      | 1     |
| 16    | Romania           | 0  | 0      | 1      | 1     |
| Total | Total             | 23 | 23     | 22     | 68    |